# Polská biskupská konference
Polská biskupská konference (KEP) je stálý sbor katolických biskupů v Polské republice.

## Popis
Polská biskupská konference, zřízená Apoštolským stolcem, je sborem biskupů Polské republiky. Na základě kán. 449, § 2 CIC je před církevním právem právnickou osobou. 
Samým právem k ní patří primas Polska, polští kardinálové, všichni diecézní biskupové obojího obřadu a jim naroveň postavení, biskupové-nástupci a biskupové pomocní a ostatní titulární biskupové, kteří na celém území nebo mimo území pro celý národ vykonávají zvláštní úkoly na základě pověření Apoštolským stolcem nebo biskupskou konferencí.
Ke shora uvedené konferenci patří: Stálá rada, Generální sekretariát, Ekonomická rada a též komise ustavené biskupskou konferencí k dosažení určitého cíle (kán. 451 CIC). K zajištění každodenního chodu jednotlivých orgánů slouží sekretariát.
Polská biskupská konference podléhá všem platným normám CIC, zvláště pak kán. 447-459 CIC.

## Vedení Polské biskupské konference

### Seznam předsedů
- 1919–1926: kardinál Edmund Dalbor
- 1926–1948: kardinál August Hlond
- 1948–1981: kardinál Stefan Wyszyński
- 1981–2004: kardinál Józef Glemp (od 1994 zvolen)
- 2004–2014: arcibiskup Józef Michalik
- 2014–2024: arcibiskup Stanisław Gądecki
- od 2024: arcibiskup Tadeusz Wojda

### Seznam místopředsedů
- 1969–1978: kardinál Karol Wojtyła
- 1979–1994: kardinál Franciszek Macharski
- 1994–1999: arcibiskup Henryk Muszyński
- 1999–2004: arcibiskup Józef Michalik
- 2004–2014: arcibiskup Stanisław Gądecki
- 2014–2024: arcibiskup Marek Jędraszewski
- od 2024: arcibiskup Józef Kupny

### Seznam generálních sekretářů
- 1918–1919: biskup Antoni Julian Nowowiejski
- 1919–1925: biskup Henryk Przeździecki
- 1925–1926: biskup Romuald Jałbrzykowski
- 1926–1946: biskup Stanisław Kostka Łukomski
- 1946–1968: biskup Zygmunt Choromański
- 1969–1993: arcibiskup Bronisław Wacław Dąbrowski
- 1993–1998: biskup Tadeusz Pieronek
- 1998–2007: biskup Piotr Libera
- 2007–2011: biskup Stanisław Budzik
- 2011–2014: biskup Wojciech Polak
- od 2014: biskup Artur Miziński